# 塚本一実
塚本 一実（つかもと かずみ、1963年（61 - 62歳） - ）は日本の作曲家。東京都出身。

## 概要
常葉大学短期大学部を経て、2021年公立大学法人沖縄県立芸術大学教授、日本現代音楽協会会員、日本作編曲家協会会員、日本音楽著作権協会会員、全日本児童音楽協会会長を務めている。

## 経歴
作曲を松村禎三、浦田健次郎、山田泉に師事。
- 1989年 - 東京芸術大学音楽学部作曲科卒業
- 1994年 - 日本交響楽振興財団主催第16回作曲賞入選
- 2003年 - 日本交響楽振興財団主催第25回作曲賞入選ならびに奨励賞を受賞[1]
- 2009年 - Universal marimba Composition Competition 2009/2nd Prize & Publishing Prizeを受賞
- 2010年 - International Music Prize™ for Excellence in Composition 2010/Honorable Mention Citation入選
- 2015年 - 舘野泉と音楽をする[2]
- 2022年 - THE 3rd INTERNATIONAL SYMPOSIUM ON CREATIVE FINE ARTS (ISCFA) 2022/Excellent Prize

## 主要作品
- “OSIRIS” for orchestra（第16回日本交響楽振興財団作曲賞入選）
- “Mirrors” for Trombone and Piano（村田厚生委嘱作品）
- “未来からの予言”～テューバ7本と語りのために～（稲川榮一委嘱作品　マーストリヒト・コンセルヴァトリウムにてオランダ初演）
- 組曲“2001年─武蔵野”～合唱とオーケストラのために～（武蔵野市民芸術文化協会委嘱作品）
- 「道」オーケストラのために（第25回日本交響楽振興財団作曲賞入選）
- 「2台ピアノのための光芒」（ウラジオストック極東芸術大学にてウラジオストック初演）
- “Description” for solo piano～Sorrow, Longings, Resignation～（黒川浩委嘱作品）
- 「聖浄白眼」～中原中也の詩による～（ライプツィヒ音楽大学にてドイツ初演）
- CENOTE～for solo marimba〜(Universal marimba Composition Competition 2009/2nd Prize & Publishing Prize)
- Increasing lights ～for solo flute～(International Music Prize TM for Excellence in Composition 2010/Honorable Mention Citation)
- 「天界飛翔」～左手のピアニストと弦楽オーケストラのために～（舘野泉に献呈）
- 母に捧げる子守唄（舘野泉に献呈）　”PNEUMA” ~for Violin and Left hand pianist~（舘野泉委嘱作品）
- 児童音楽として、「うちゅうりょこう」「森のベーカリー」「虹色の気球にのって」「千羽鶴」「9がつのおくりもの」など